# 早田輝洋
早田 輝洋（はやた てるひろ、1935年10月28日 - ）は、日本の言語学者。
東京出身。1959年東京大学文学部言語学科卒、1968年同大学院大学院博士課程満期退学、1987年「博多方言のアクセント・形態論」で九州大学より文学博士の学位を取得。1962-1963年ハーヴァード大学助手。1964年日本放送協会総合放送文化研究所研究員、1974年九州大学文学部助教授、1989年教授、1994年大東文化大学外国語学部教授、2006年定年退任、東北学院大学客員教授。放送文化基金賞受賞。

## 著書
- 『博多方言のアクセント・形態論』九州大学出版会 1985
- 『音調のタイポロジー』大修館書店 1999
- 『上代日本語の音韻』岩波書店、2017

### 編共著
- 『朝倉日本語講座 1 (世界の中の日本語)』編 朝倉書店 2005
- 『シリーズ日本語史 1 音韻史』高山倫明,木部暢子,松森晶子,前田広幸共著 岩波書店 2016

### 翻訳
- ミルカ・イヴィッチ『言語学の流れ』井上史雄共訳 みすず書房 1974
- 『ロマーン・ヤーコブソン選集 2 言語と言語科学』服部四郎編 長嶋善郎,米重文樹共訳 大修館書店 1978
- 『ロマーン・ヤーコブソン選集 1 言語の分析』服部四郎編 長嶋善郎,米重文樹共訳 大修館書店 1986
- R.M.ゴールデンソン, K.N.アンダーソン『現代セクソロジー辞典』大修館書店 1991
- 『満文金瓶梅 訳注 序-第10回』翻字・訳注 第一書房 1998

## 論文
- <早田輝洋